# Звёздный крейсер «Галактика» (мини-сериал)
«Звёздный крейсер „Галактика“» (англ. Battlestar Galactica) — трёхчасовой фантастический мини-сериал, придуманный и спродюсированный Рональдом Д. Муром и Дэвидом Эйком. Режиссёром выступил Майкл Раймер (англ. Michael Rymer). Фильм был показан телеканалом Sci Fi в двух частях 8-9 декабря 2003 года. В первый день его посмотрело около 3,9 миллионов зрителей, во второй — 4,5 миллиона.
Этот мини-сериал стал ремейком «Звёздного крейсера „Галактика“» и послужил началом совершенно новой истории о людях с Двенадцати колоний Кобола, разрушенных сайлонами в ходе войны. Несмотря на успешный показ «пилота», его продюсеры ещё несколько месяцев убеждали дирекцию Sci Fi Channel дать «зелёный свет» для съёмок продолжения, и только благодаря финансовой поддержке британской телестудии Sky One в 2004 г. было начато производство первого сезона одноимённого сериала.

## Сюжет
Мини-сериал начинается с пояснения, что люди создали сайлонов, чтобы сделать жизнь на колониях более удобной. Но те восстали и начали войну против своих создателей, которая продлилась много лет. Наконец-то было достигнуто перемирие и сайлоны ушли в космос строить собственный мир. О них не было слышно около сорока лет. Специально для переговоров на отдалённой орбите была построена дипломатическая станция, на которую люди посылали каждый год нового посланника, а сайлоны не присылали никого. Но однажды они всё же прибыли. В роли переговорщика перед колониальным офицером предстала молодая красивая блондинка в красном платье и в сопровождении двух сайлонов-центурионов нового образца. Спросив мужчину: «Ты живой?», — она начала его целовать, и в этот момент сайлонский базовый корабль выпустил ракеты, взорвав дипстанцию.
Далее сюжет развивается сразу в нескольких направлениях, показывая некоторые события, происходящие в космосе, на звёздном крейсере «Галактика» — самом старом боевом корабле в Колониальном флоте, и на Каприке — одной из планет Двенадцати колоний Кобола.
Экипаж «Галактики» получает оглушительные сообщения: колониальный флот уничтожен, все планеты Двенадцати колоний поражены ядерной бомбардировкой. Командир крейсера коммандер Уильям Адама отдаёт приказ о сборе всех выживших на военной станции у газового гиганта Рагнар, где он надеется найти боеприпасы. Министр образования Лора Розлин, оказавшись на борту космического лайнера, по каналу спецсвязи удостоверяется, что она — старшая из выживших гражданских чинов, — происходит импровизированная инаугурация нового президента Двенадцати колоний.
Военные грузят боеприпасы, готовясь уйти в бой. Розлин убеждает коммандера не бросать гражданский флот. Люди решают покинуть свою звёздную систему. Но сайлоны обнаруживают колониальные корабли. Прикрывая отход гражданских, крейсер вступает в сражение и успевает уйти вслед за флотом. На погребальной церемонии в честь павших Адама объявляет, что знает куда им всем лететь — к мифической Земле, куда давным-давно переселилась Тринадцатая колония Кобола.

## В ролях
| Актёр               | Роль                                             | Примечания |
| ------------------- | ------------------------------------------------ | --- |
| Эдвард Джеймс Олмос | Коммандер Уильям Адама                           | Командир звёздного крейсера «Галактика», старший по званию в колониальном флоте после разрушения Двенадцати колоний Кобола |
| Мэри Макдоннел      | Лора Розлин                                      | Министр образования, президент Двенадцати колоний после их разрушения                                                      |
| Кэти Сакхофф        | Лейтенант Кара Трейс, позывной «Старбак»         | Пилот истребителя «Вайпер»                                                                                                 |
| Джейми Бамбер       | Капитан Ли Адама, позывной «Аполло»              | Пилот «Вайпера», командир авиакрыла крейсера «Галактика»                                                                   |
| Джеймс Кэллис       | Д-р Гай Балтар                                   | Учёный в области компьютерных технологий и естествознания                                                                  |
| Грейс Пак           | Мл. лейтенант Шэрон Валери, позывной «Бумер»     | Пилот разведчика «Раптор», сайлон номер «Восемь», «спящий» агент                                                           |
| Майкл Хоган         | Полковник Сол Тай                                | Старший помощник командира звёздного крейсера «Галактика»                                                                  |
| Пол Кэмбелл         | Билли Кейкея                                     | Помощник Лоры Розлин |
| Аарон Дуглас        | Главный корабельный старшина («шеф») Гэлен Тирол | Руководитель технической службы звёздного крейсера «Галактика»                                                             |
| Ники Кляйн          | Сержант Келли Хендерсон                          | Техник ремонтной палубы звёздного крейсера «Галактика»                                                                     |
| Тамо Пеникетт       | Лейтенант Карл Агатон, позывной «Хило»           | Офицер-оператор «Раптора» по управлению средствами радиоэлектронной борьбы                                                 |
| Кэндис Макклюр      | старшина Анастасия Дуалла                        | специалист по связи командного центра звёздного крейсера «Галактика»                                                       |
| Алессандро Юлиани   | мл. лейтенант Феликс Гейта                       | старший вахтенный офицер командного центра звёздного крейсера «Галактика»                                                  |
| Триша Хелфер        | Шестёрки                                         | Сайлоны, модель номер «Шесть»                                                                                              |
| Мэтью Бэннет        | Аарон Дорал                                      | Специалист по связям с общественностью, сайлон номер «Пять», «тайный» агент                                                |
| Каллум Кит Ренни    | Леобен Коной                                     | Оружейный контрабандист, сайлон, модель номер «Два»                                                                        |

## Саундтрек
Всего в мини-сериале использованы 26 оригинальных музыкальных композиций, сочинённых композитором Ричардом Гиббсом (англ. Richard Gibbs). Заглавная тема — «Are You Alive?» (полная версия звучит 5:28 минут). CD-альбом со сборниками саундтреков вышел 16 марта 2004 года. Общее время исполнения — 1:08:16. Запись произведена на студии La-La Land Records.

## Награды
Премия «Сатурн»
- 2003 — Премия «Сатурн» за лучшую телепостановку

Visual Effects Society Awards
- 2003 — в номинации «Лучшие спецэффекты в мини-сериале, телефильме или сериале»[4]